# Alpinia ilanensis
Alpinia ilanensis är en enhjärtbladig växtart som beskrevs av S.C.Liu och Jenn Che Wang. Alpinia ilanensis ingår i släktet Alpinia och familjen Zingiberaceae. Inga underarter finns listade i Catalogue of Life.